# Aksamitek brodaty
Aksamitek brodaty (Heliomaster furcifer) – gatunek małego ptaka z podrodziny kolibrów (Trochilinae) w rodzinie kolibrowatych (Trochilidae). Ptak ten występuje w Ameryce Południowej; według IUCN nie jest zagrożony wyginięciem.

## Zasięg występowania
Aksamitek brodaty występuje w środkowej i wschodniej Boliwii (z Cochabamba i Tarija), Paragwaju i południowo-środkowej i południowej Brazylii (Mato Grosso, Goiás i Minas Gerais do Rio Grande do Sul) na południe do północnej Argentyny (na południe do Catamarca, Córdoba i północnego Buenos Aires) i Urugwaju. Pojedyncze obserwacje miały miejsce w skrajnie południowo-wschodniej Kolumbii (Leticia), północno-wschodnim Ekwadorze (wschodnie Napo) i Acre (skrajnie zachodnia Brazylia); przypuszcza się, że te obserwacje dotyczyły migrujących ptaków. Również prawdopodobne jest, że obserwacje z północnej części zasięgu w południowej i południowo-wschodniej w Brazylii (w stanach São Paulo, Dystrykt Federalny, Goiás, Minas Gerais i Mato Grosso) dotyczą również migrujących ptaków nie będących w okresie rozrodczym.

## Taksonomia
Gatunek po raz pierwszy opisał w 1812 roku brytyjski zoolog i botanik George Shaw, nadając mu nazwę Trochilus Furcifer. Jako miejsce typowe pozyskania holotypu Shaw, bazując na tekście de Azary, wskazał Paragwaj. Gatunek monotypowy.

### Etymologia
- Heliomaster: gr. ἡλιος hēlios „słońce”; μαστηρ mastēr, μαστηρος mastēros „poszukiwacz”, od μαιομαι maiomai „wyszukać”[10].
- furcifer: łac. furcifer „noszący jarzmo, nosiciel wideł”, od furca „obustronne widły; -fera „dźwigający”, od ferre „nosić”[11].
- angelae: późnołac. angelus „anioł”, od gr. αγγελος angelos „posłaniec”[12].
- inornatus: łac. inornatus „nie przystrojony, bez ozdób”, od in- „nie”; ornatus „upiększenie, ozdobiony”, od ornare „ozdabiać”[13].

## Morfologia
Długość ciała 12,6–13 cm; masa ciała 5–6,5 g. Samiec posiada długi, lekko wypukły czarny dziób. Środkowy pasek ciemieniowy, kark i górna część grzbietu koloru szmaragdowo-zielonego, pozostałe górne części ciała lśniące miedzianą zielenią. Gardło lśni fioletem, boki szyi (na której występują wydłużone, boczne pióra) i dolne części ciała opalizujące w kolorze ultramaryny. Ogon rozwidlony, spiczasty, ciemnozielony u góry, niebiesko-zielony na dole. W lipcu po okresie godowym upierzenie samca jest mniej lśniące i opalizujące, szarawe w dolnych częściach ciała jak u samicy, stan taki trwa do października. U samicy górne części ciała koloru miedziano-zielonego, gardło szare, cętkowane, ciemniejące wraz z wiekiem, dolne części ciała szare z białą linią na środku brzucha, zielone plamki po bokach. Ogon lekko rozwidlony, spiczasty, brązowo-zielony u góry, centralne pióra ogona czarne na środku, lśniąco niebiesko-zielone w dolnej części, zewnętrzne pióra z białą końcówką. Osobniki młodociane podobne w upierzeniu do samic.

## Ekologia
Aksamitek brodaty zamieszkuje obszary lekko zalesione na granicach lasów takie jak cerrado i nizinne łąki.
Aksamitek brodaty zbiera nektar z kwitnących roślin gązewnikowatych (Loranthaceae), bobowatych (Leguminosae), imbirowatych (Zingiberaceae), bromeliowatych (Bromeliaceae), liliowatych (Liliaceae), lobeliowych (Lobeliaceae), werbenowatych (Verbenaceae) i kaktusowatych (Cactaceae), żerując na wysokości od 2 do 8 m. Obserwacje podczas okresu zimowego ze stanu Minas Gerais (południowo-wschodnia Brazylia) najwyraźniej ściśle związane z kwitnieniem pyrostegi powabnej (Pyrostegia venusta) (Bignoniaceae), choć w tym czasie zaobserwowano także zbieranie nektaru z puchowca wspaniałego (Ceiba speciosa) (Malvaceae), a w brazylijskiej części Pantanalu obserwowano żerowanie na Ceiba pubiflora. Podczas okresu letniego aksamitek brodaty uważany jest za jednego z głównych zapylaczy Dolichandra cynanchoides (Bignoniaceae) występującego w argentyńskim Chaco i południowej Brazylii. Okazjonalnie poluje w powietrzu również na owady. Samce są terytorialne i zaciekle bronią terytoriów bogatych w nektar. Odzywa się malejącym, gwiżdżącym „tsiip”, powtarzanym co pewien czas.
Sezon lęgowy przypada na okres od listopada do marca. Samica buduje od 3 do 6 m nad ziemią gniazdo w kształcie miseczki, na którego budulec składają się miękkie włókna nasienne, na zewnątrz ozdobione porostem. W zniesieniu dwa jaja, o rozmiarze 15,5 mm x 9 mm i masie 0,6 g. Jaja wysiadywane są tylko przez samicę przez okres 15–16 dni. Pisklę jest koloru czarnego, z lekko szarawym grzbietem; pierzy się w okresie 20–25 dni. Do rozrodu ptaki przystępują po raz pierwszy w drugim roku życia.

## Status i ochrona
W Czerwonej księdze gatunków zagrożonych Międzynarodowej Unii Ochrony Przyrody został zaliczony do kategorii LC (ang. Least Concern „najmniejszej troski”). Liczebność populacji nie została oszacowana, ale ptak ten opisywany jest jako niezbyt częsty (uncommon). Gatunek o bardzo dużym zasięgu i pomimo że tendencja populacji wydaje się maleć, spadek nie jest wystarczająco szybki, aby zbliżyć się do progu podatności na zagrożenie wyginięciem. Obecny w Parque y reserva natural Chancaní (Argentyna) i Parque Estadual do Espinilho (Brazylia).